# Чаоян (Ляонін)
Чаоян (кит. спр. 朝阳市, піньїнь: Cháoyáng Shì) — місто-округ в китайській провінції Ляонін. 

## Географія
Чаоян розташовується на заході провінції.

### Клімат
Місто знаходиться у зоні, котра характеризується вологим континентальним кліматом зі спекотним літом. Найтепліший місяць — липень із середньою температурою 25.6 °C (78 °F). Найхолодніший місяць — січень, із середньою температурою -10 °С (14 °F).
| Клімат Чаояна           | Клімат Чаояна | Клімат Чаояна | Клімат Чаояна | Клімат Чаояна | Клімат Чаояна | Клімат Чаояна | Клімат Чаояна | Клімат Чаояна | Клімат Чаояна | Клімат Чаояна | Клімат Чаояна | Клімат Чаояна | Клімат Чаояна |
| Показник                | Січ.          | Лют.          | Бер.          | Квіт.         | Трав.         | Черв.         | Лип.          | Серп.         | Вер.          | Жовт.         | Лист.         | Груд.         | Рік           |
| Абсолютний максимум, °C | 10            | 18            | 23            | 32            | 37            | 40            | 37            | 37            | 33            | 30            | 22            | 12            | 40            |
| Середній максимум, °C   | −2            | 2             | 9             | 18            | 26            | 29            | 31            | 29            | 25            | 17            | 7             | 0             | 16            |
| Середня температура, °C | −9            | −5            | 2             | 10            | 18            | 23            | 25            | 23            | 18            | 10            | 0             | −6            | 9             |
| Середній мінімум, °C    | −16           | −12           | −5            | 3             | 11            | 17            | 20            | 18            | 11            | 3             | −6            | −13           | 2             |
| Абсолютний мінімум, °C  | −25           | −25           | −20           | −13           | −1            | 7             | 12            | 11            | −1            | −10           | −22           | −25           | −25           |
| Норма опадів, мм        | 0             | 0             | 10            | 10            | 50            | 70            | 130           | 140           | 50            | 20            | 0             | 0             | 530           |
| Днів з дощем            | 1             | 1             | 2             | 2             | 7             | 7             | 11            | 11            | 8             | 3             | 1             | 1             | 60            |
| Вологість повітря, %    | 39            | 38            | 35            | 35            | 37            | 56            | 71            | 72            | 61            | 52            | 49            | 44            | 49            |
| ----------------------- | ------------- | ------------- | ------------- | ------------- | ------------- | ------------- | ------------- | ------------- | ------------- | ------------- | ------------- | ------------- | ------------- |
| Джерело: Weatherbase    |               |               |               |               |               |               |               |               |               |               |               |               |               |

## Адміністративний поділ
Префектура поділяється на 2 райони, 2 міста та 3 повіти (один з них є автономним):
| Карта                                                                           | Карта                | Карта                  | Карта            |
| ------------------------------------------------------------------------------- | -------------------- | ---------------------- | ---------------- |
| Лін'юань Цзяньпін Харачин- · Лівий- · Монгол Чаоян Бейпяо ① ② ① Лунчен ② Шуанта |                      |                        |                  |
| Статус                                                                          | Назва                | Оригінал               | Населення (2020) |
| Район                                                                           | Лунчен               | 龙城区                 | 222 065          |
| Район                                                                           | Шуанта               | 双塔区                 | 463 543          |
| Місто                                                                           | Бейпяо               | 北票市                 | 439 998          |
| Місто                                                                           | Лін'юань             | 凌源市                 | 540 832          |
| Повіт                                                                           | Цзяньпін             | 建平县                 | 455 826          |
| Повіт                                                                           | Чаоян                | 朝阳县                 | 404 460          |
| Автономний повіт                                                                | Харачин-Лівий-Монгол | 喀喇沁左翼蒙古族自治县 | 346 133          |